# وب سیتی (میزوری)
وب سیتی (به انگلیسی: Webb City) شهری در شهرستان جاسپر ایالت میزوری است که جمعیت آن در سرشماری سال ۲۰۱۰ میلادی ۱۰٫۹۹۶ نفر بوده است.

## نگارخانه

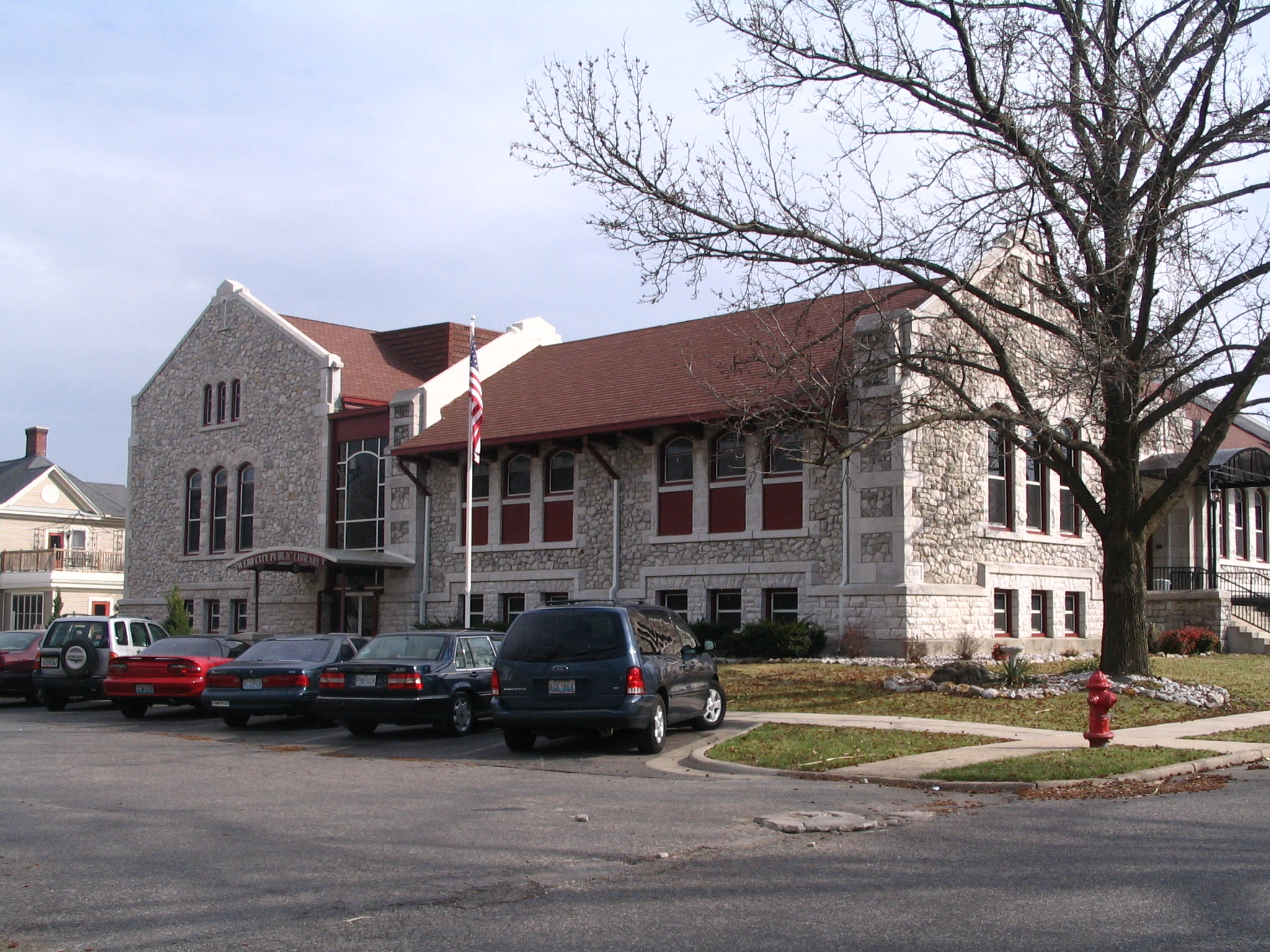